# Paratrichocladius nivalis
Paratrichocladius nivalis is een muggensoort uit de familie van de dansmuggen (Chironomidae). De wetenschappelijke naam van de soort is voor het eerst geldig gepubliceerd in 1938 door Goetghebuer.